# وپرچنی
وپرچنی (به لاتین: Veprčani) یک منطقهٔ مسکونی در جمهوری مقدونیه است که در Prilep Municipality واقع شده‌است.

## خصوصیات
وپرچنی ۱۰ نفر جمعیت دارد و ۹۵۹ متر بالاتر از سطح دریا واقع شده‌است.